# Sergei Kinjakin

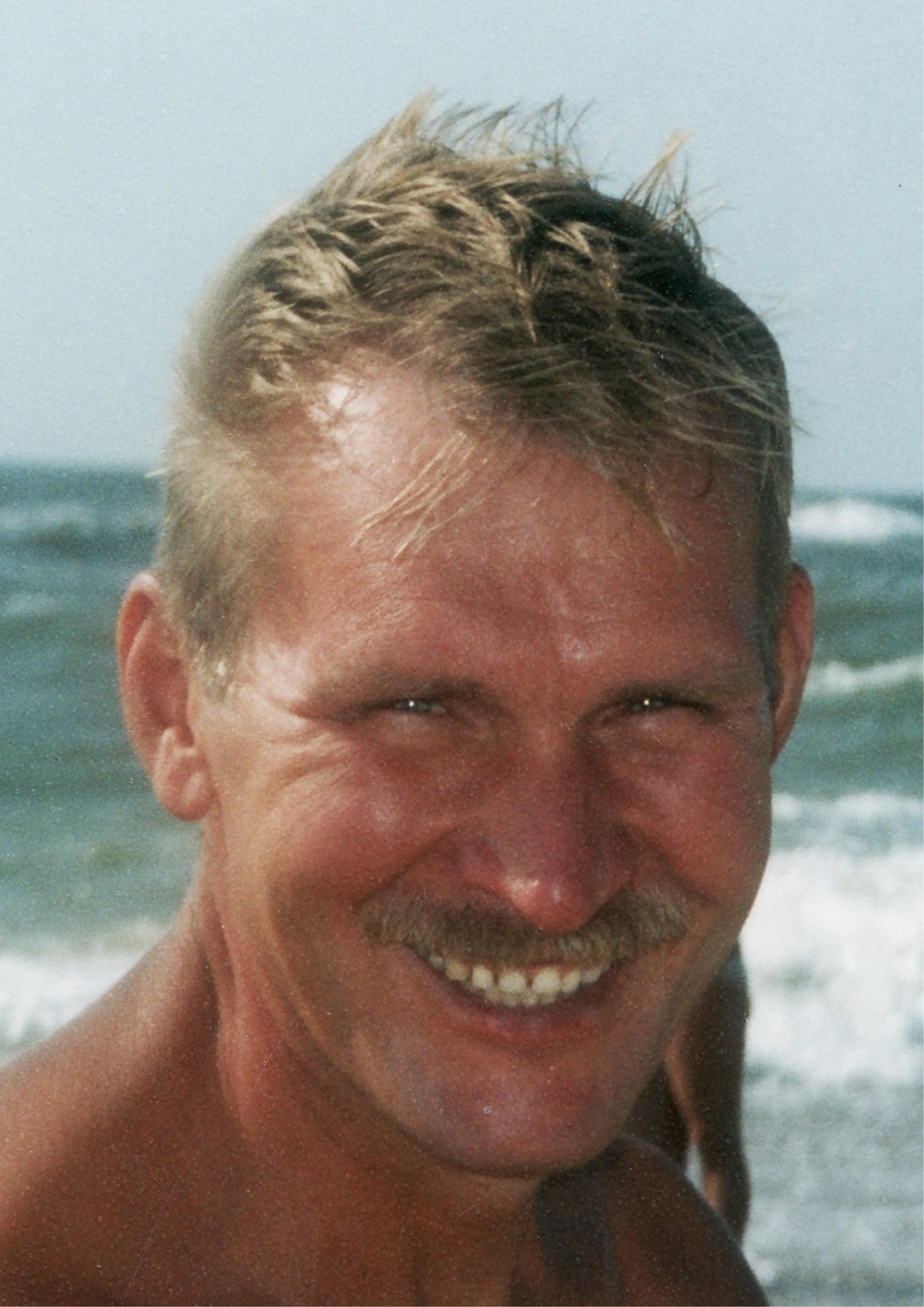
Sergei Kinjakin

Sergei Iwanowitsch Kinjakin (russisch Сергей Иванович Кинякин; * 6. Oktober 1961 in Bolschaja Sarowka, Oblast Tomsk) ist ein ehemaliger sowjetischer Ruderer, der nach 1992 für Belarus antrat. 
Kinjakin begann seine Karriere in der sowjetischen Ruder-Nationalmannschaft im Doppelzweier. Bei den Ruder-Weltmeisterschaften 1982 belegte er den elften Platz, 1983 erreichte er den siebten Platz. Nach seinem Umstieg in den Doppelvierer gewann er 1986 seinen ersten Weltmeistertitel, 1987 folgte der zweite Titel. Bei den Olympischen Spielen 1988 saß aus dem Weltmeisterboot nur noch Sergei Kinjakin im Doppelvierer, das neu zusammengesetzte Boot ruderte auf den vierten Platz. 
Bei den Ruder-Weltmeisterschaften 1989 bildete er zusammen mit Walerij Dossenko, mit dem Kinjakin bereits zweimal Weltmeister geworden war, einen Doppelzweier und erreichte den siebten Platz. 1990 wechselten die beiden zurück in den Doppelvierer, mit dem sie 1990 und 1991 erneut Weltmeister werden konnten. Bei den Olympischen Spielen 1992 trat der Doppelvierer in der Weltmeisterbesetzung der Jahre 1990 und 1991 für die GUS an, konnte sich aber nicht für das Finale qualifizieren und belegte in der Endabrechnung den siebten Platz.
Nach Auflösung der Sowjetunion trat Kinjakin bei den Ruder-Weltmeisterschaften 1993 erstmals für Belarus an und belegte mit dem Doppelvierer den zehnten Platz. Bei den Olympischen Spielen 1996 belegte Kinjakin mit dem belarussischen Doppelvierer den elften Platz.